# 폰디
폰디(이탈리아어: Fondi)는 이탈리아 라치오주 라티나도에 위치한 코무네다. 나폴리와 로마 사이에 있다. 폰디는 1950년대말에 로마와 나폴리간 고속도로가 생기기전에 로마와 남부 이탈리아를 연결하던 아피아 가도의 주요 거점이었다.

## 자매 도시
- 독일 다하우
- 루마니아 만갈리아

## 같이 보기
- 줄리아 곤차가